# Beilerbei
Beilerbei (em turco otomano: بكلربكی; romaniz.: Beylerbey(i); "Bei dos Beis", que significa "comandante dos comandantes" ou "senhor dos senhores"), antes Beguelarbegue (Beglerbeg - "lit. "Begue dos begues") em turcomano, era um alto posto no mundo islâmico ocidental no final da Idade Média e início da Idade Moderna, usado do Sultanato de Rum e Ilcanato à Pérsia Safávida e o Império Otomano. Inicialmente designando um comandante-em-chefe, ele também chegou a ser usado por altos governadores provinciais. No uso otomano, onde o posto sobreviveu por mais tempo, o termo designava os reguladores-gerais de algumas das maiores e mais importantes províncias, embora em séculos mais atrasados desvalorizou-se em um título meramente honorífico. Seus equivalentes em árabe eram emir de emires (amir al-umara), e em persa, mir de mires (mir-i miran).